# قلاتة رشكة (مقاطعة ديواندرة)
قلاتة رشكة (بالفارسية: قلاته رشکه) هي قرية تقع في قسم حسين‌آباد الشمالي الريفي (مقاطعة ديواندرة) في إيران. يقدر عدد سكانها بـ 25 نسمة بحسب إحصاء 2016.